# Улица Арчила Джорджадзе
Улица Арчила Джорджадзе (груз. არჩილ ჯორჯაძის ქუჩა) — короткая, около 200 метров, улица в Тбилиси. Проходит по территории Мтацминдского района от Проспекта Руставели до улицы Резо Табукашвили.
Имеет 1 полосу движения. Улица является одной из границ Парка 9 апреля.

## История
Историческое название Георгиевская улица.
По плану 1867 года улица пересекала Базарную улицу (ныне улица Резо Табукашвили) и спускалась к Куре до Мадатовской улицы (ныне улица Георгия Атонели). В конце XIX века от неё отделилась улица Хазина (ныне её часть — улица Анатолия Собчака).
С 1904 по 1910 год на углу с современным проспектом Руставели по проекту тифлисского архитектора Леопольда Бильфельда, взявшего за образец средневековый собор Самтависи, была возведена церковь Кашвети. Церковь была воздвигнута на месте другой кирпичной церкви, построенной здесь по заказу семьи Амилахвари в 1753 году и обветшавшей. Фрески церкви были выполнены в 1947 году Ладо Гудиашвили.
На улице располагались Тифлисская казначейская палата и Губернаторское казначейство. Согласно кавказским календарям 1890-х годов, на улице Георгия (Квашвети) располагались букинистические магазины, в том числе «Кавказский Букинист». Здесь находился книжный магазин «Знание» общественного деятеля, фольклориста Иосифа (Сосико) Мерквиладзе. По воскресеньям проводился воскресный рынок. В 1910 году его перенесли, а букинистические магазины оставались до 1925 года.
Современное название улицы в память Арчила Джорджадзе (1872—1913), грузинского политического деятеля, одного из основателей и главного идеолога партии социалистов-федералистов Грузии.

## Достопримечательности
- Церковь Кашвети

Памятник Ладо Гудиашвили

- Памятник Ладо Гудиашвили (скульптор Дмитрий Микатадзе, архитектор Р. Беридзе).